# TBRG1
TBRG1‏ (Transforming growth factor beta regulator 1) هوَ بروتين يُشَفر بواسطة جين TBRG1 في الإنسان.